# Попп, Александра
Алекса́ндра По́пп (нем. Alexandra Popp; род. 6 апреля 1991, Виттен, Северный Рейн-Вестфалия) — немецкая футболистка, выступающая на позиции нападающего, игрок женского футбольного клуба «Вольфсбург».

## Карьера

### Клубная
Александра Попп начала свою карьеру в футбольном клубе «Шварц-Вайсс» из Сильшеде, после чего перешла в состав команды «Реклингхаузен». В 2008 году заключила контракт с клубом из Первой Бундеслиги «Дуйсбург 2001». В составе «Дуйсбурга» стала обладателем кубка УЕФА (2008/09), серебряным призёром чемпионата Германии (2009/10), двукратным обладателем кубка Германии (2008/09, 2009/10). В это же время была удостоена медали Фрица Вальтера в серебре. С 2012 года выступает за «Вольфсбург».

### В сборной
С 2006 года выступала за различные юношеские и молодёжные сборные Германии. 17 февраля 2010 года дебютировала в составе основной национальной сборной в матче против КНДР. Первый гол забила 26 февраля 2010 года в ворота сборной Финляндии.
На мировом первенстве 2019 года, который проходил в июне во Франции, Александра в третьем матче группового турнира против сборной ЮАР забила один из четырёх голов своей команды, Германия победила со счётом 4:0. В 1/8 финала против сборной Нигерии забила гол, а её сборная победила 3:0 и вышла в четвертьфинал.
30 сентября 2024 года Попп объявила о завершении своей международной карьеры. 

## Достижения

### Клубные

#### «Дуйсбург 2001»
- Кубок УЕФА: победитель 2008/09
- Чемпионат Германии: серебряный призёр 2009/10
- Кубок Германии: победитель (2) 2008/09, 2009/10

#### «Вольфсбург»
- Лига чемпионов УЕФА: победитель (2) 2012/13, 2013/14
- Чемпионат Германии: чемпион (5) 2012/13, 2013/14, 2016/17, 2017/18, 2018/19
- Кубок Германии: победитель (6) 2012/13, 2014/15, 2015/16, 2016/17, 2017/18, 2018/19

### В сборной
- Победительница летних Олимпийских игр: 2016
- Серебряный призёр Чемпионата Европы: 2022
- Кубок Алгарве: победитель (2) 2012, 2014
- Чемпионат мира (до 20 лет): победитель 2010
- Чемпионат мира (до 17 лет): бронзовый призёр 2008
- Чемпионат Европы (до 17 лет): победитель 2008

### Индивидуальные
- Медаль Фрица Вальтера в серебре (2009)[3]
- Орден «За заслуги перед землёй Северный Рейн-Вестфалия» (2011)[5]
- Лучший игрок чемпионата мира 2010 (до 20 лет)[6]
- Лучший бомбардир чемпионата мира 2010 (до 20 лет)[6]
- Футболист года в Германии (2014, 2016)[7]
- Лучший бомбардир чемпионата Европы (совместно с Бет Мид): 2022[8]